# Coupe d'Allemagne de football 1997-1998
Navigation
Édition précédente Édition suivante
La coupe d'Allemagne de football 1997-1998 est la cinquante cinquième édition de l'histoire de la compétition. La finale a lieu à l'Olympiastadion de Berlin.
Le Bayern Munich remporte le trophée pour la neuvième fois de son histoire. Il bat en finale le MSV Duisbourg sur le score de 2 buts à 1.

## Premier tour
Les résultats du premier tour
| Date           | Domicile                     | Extérieur                | Score                        |
| -------------- | ---------------------------- | ------------------------ | ---------------------------- |
| 14 - 08 - 1997 | FSV Zwickau                  | FC Schalke 04            | 0 - 1                        |
| 14 - 08 - 1997 | Chemnitzer FC                | Karlsruher SC            | 1 - 3                        |
| 14 - 08 - 1997 | VfB Leipzig                  | FC Gütersloh             | 2 - 1                        |
| 14 - 08 - 1997 | SV Warnemünde                | Borussia Dortmund        | 0 - 8                        |
| 14 - 08 - 1997 | Rot-Weiß Oberhausen          | Werder Brême             | 0 - 2                        |
| 14 - 08 - 1997 | FC Carl Zeiss Jena           | FC St. Pauli             | 1 - 1 (a. p.) (t.a.b. 4- 2)  |
| 14 - 08 - 1997 | SV Waldhof Mannheim          | SG Wattenscheid 09       | 2 - 2 (a. p.) (t.a.b. 4 - 3) |
| 15 - 08 - 1997 | SSV Ulm 1846                 | 1. FC Cologne            | 3 - 1                        |
| 15 - 08 - 1997 | DJK Waldberg                 | Bayern Munich            | 1 - 16                       |
| 15 - 08 - 1997 | Rot-Weiss Essen              | MSV Duisbourg            | 1 - 2                        |
| 15 - 08 - 1997 | TSV Pansdorf                 | Energie Cottbus          | 1 - 4                        |
| 15 - 08 - 1997 | Hambourg SV (2)              | VfL Bochum               | 2 - 3                        |
| 15 - 08 - 1997 | Borussia Mönchengladbach (2) | VfB Stuttgart            | 0 - 1                        |
| 15 - 08 - 1997 | Hanovre 96                   | Borussia Mönchengladbach | 1 - 1 (a. p.) (t.a.b. 5 -3)  |
| 15 - 08 - 1997 | 1. FC Saarbrücken            | SC Fribourg              | 1 - 0                        |
| 15 - 08 - 1997 | Alemannia Aix-la-Chapelle    | 1.FC Nuremberg           | 0 - 0 (a. p.) (t.a.b. 4 - 3) |
| 15 - 08 - 1997 | VfR Mannheim                 | Fortuna Cologne          | 6 - 2                        |
| 16 - 08 - 1997 | Wacker Nordhausen            | Hambourg SV              | 1 - 3                        |
| 16 - 08 - 1997 | 1. FC Kaiserslautern         | 1. FC Kaiserslautern     | 0 - 5                        |
| 16 - 08 - 1997 | Werder Brême                 | VfL Wolfsburg            | 2 - 3 (a. p.)                |
| 16 - 08 - 1997 | TuS Celle                    | TSV 1860 Munich          | 0 - 2                        |
| 16 - 08 - 1997 | SSV Reutlingen               | Arminia Bielefeld        | 0 - 3                        |
| 16 - 08 - 1997 | Stahl Eisenhüttenstadt       | Hertha BSC Berlin        | 0 - 4                        |
| 16 - 08 - 1997 | Füchse Berlin Reinickendorf  | SV Meppen                | 0 - 2                        |
| 16 - 08 - 1997 | VfB Lübeck                   | Fortuna Düsseldorf       | 2 - 1                        |
| 16 - 08 - 1997 | FC Singen 04                 | SpVgg Greuther Fürth     | 0 - 2                        |
| 16 - 08 - 1997 | Preußen Münster              | 1. FSV Mayence 05        | 2 - 2 (a. p.) (t.a.b. 6 - 7) |
| 16 - 08 - 1997 | SC Neukirchen                | KFC Uerdingen            | 0 - 2                        |
| 16 - 08 - 1997 | VfL Halle                    | Eintracht Francfort      | 0 - 4                        |
| 16 - 08 - 1997 | Eintracht Trier              | SpVgg Unterhaching       | 2 - 1                        |
| 16 - 08 - 1997 | VfB Oldenburg                | Stuttgarter Kickers      | 2 - 4                        |
| 16 - 08 - 1997 | Hansa Rostock                | Bayer Leverkusen         | 0 - 2                        |

## Deuxième tour
Les résultats du deuxième tour
| Date           | Domicile                  | Extérieur            | score                        |
| -------------- | ------------------------- | -------------------- | ---------------------------- |
| 23 - 09 - 1997 | Eintracht Trier           | FC Schalke 04        | 1 - 0                        |
| 23 - 09 - 1997 | VfR Mannheim              | FC Carl Zeiss Jena   | 1 - 1 (a. p.) (t.a.b. 3 - 4) |
| 23 - 09 - 1997 | MSV Duisbourg             | VfL Bochum           | 1 - 0                        |
| 23 - 09 - 1997 | Karlsruher SC             | Arminia Bielefeld    | 2 - 2 (a. p.) (t.a.b. 2 - 4) |
| 23 - 09 - 1997 | Eintracht Francfort       | Werder Brême         | 3 - 0                        |
| 23 - 09 - 1997 | SV Waldhof Mannheim       | Energie Cottbus      | 4 - 3                        |
| 23 - 09 - 1997 | Alemannia Aix-la-Chapelle | VfB Leipzig          | 2 - 1 (a. p.)                |
| 23 - 09 - 1997 | VfL Wolfsbourg            | Bayern Munich        | 3 - 3 (a. p.) (t.a.b. 3 - 4) |
| 24 - 09 - 1997 | VfB Stuttgart             | Hertha BSC Berlin    | 2 - 0                        |
| 24 - 09 - 1997 | Bayer Leverkusen          | Hambourg SV          | 2 - 1 (a. p.)                |
| 24 - 09 - 1997 | SpVgg Greuther Fürth      | Borussia Dortmund    | 2 - 4                        |
| 24 - 09 - 1997 | Hanovre 96                | TSV 1860 Munich      | 2 - 1                        |
| 24 - 09 - 1997 | 1. FC Saarbrücken         | 1. FC Kaiserslautern | 0 - 4                        |
| 24 - 09 - 1997 | SV Meppen                 | Stuttgarter Kickers  | 4 - 1                        |
| 24 - 09 - 1997 | SSV Ulm 1846              | 1. FSV Mayence 05    | 4 - 1                        |
| 25 - 09 - 1997 | VfB Lübeck                | KFC Uerdingen        | 1 - 4                        |

## Huitièmes de finale
| Date       | Club recevant             | Score                    | Club visiteur       |
| ---------- | ------------------------- | ------------------------ | ------------------- |
| 28/10/1997 | Eintracht Trier           | 2- 1                     | Borussia Dortmund   |
| 28/10/1997 | 1. FC Kaiserslautern      | 1 - 2                    | Bayern Munich       |
| 02/12/1997 | MSV Duisburg              | 1 - 0                    | Eintracht Francfort |
| 02/12/1997 | Hanovre 96                | 1 - 1 a.p. t.a.b.' 2 - 4 | FC Carl Zeiss Jena  |
| 02/12/1997 | SSV Ulm 1846              | 1 - 3                    | VfB Stuttgart       |
| 03/12/1997 | SV Meppen                 | 0 -2                     | KFC Uerdingen       |
| 03/12/1997 | Bayer Leverkusen          | 1 - 1 a.p. t.a.b 4- 3    | Arminia Bielefeld   |
| 03/12/1997 | Alemannia Aix-la-Chapelle | 1 - 1 a.p. t.a.b 4 - 5   | SV Waldhof Mannheim |

## Quarts de finale
| Date       | Club recevant            | Score | Club visiteur       |
| ---------- | ------------------------ | ----- | ------------------- |
| 16/12/1997 | SV Eintracht Trèves 1905 | 1 - 0 | SV Waldhof Mannheim |
| 16/12/1997 | KFC Uerdingen            | 0 - 4 | VfB Stuttgart       |
| 16/12/1997 | FC Carl Zeiss Iéna       | 1 - 2 | MSV Duisbourg       |
| 17/12/1997 | Bayern Munich            | 2 - 0 | Bayer Leverkusen    |

## Demi-finales
| Date       | Club recevant            | Score             | Club visiteur |
| ---------- | ------------------------ | ----------------- | ------------- |
| 17/02/1997 | Bayern Munich            | 3-0               | Vfb Stuttgart |
| 18/02/1997 | SV Eintracht Trèves 1905 | 1-1 t.a.b. 9 - 10 | MSV Duisbourg |

## Finale[6]
| Entraîneur :        |
| Giovanni Trapattoni |

| Entraîneur :     |
| Friedhelm Funkel |

| Entraîneur :        |
| Giovanni Trapattoni |

| Entraîneur :     |
| Friedhelm Funkel |